# おジャ魔女あどべんちゃ〜ないしょのまほう
『おジャ魔女あどべんちゃ〜ないしょのまほう』は、2004年11月19日に天田印刷加工が企画・開発・販売、東映アニメーションにて発売された全年齢向けPCゲームである。

## 概要
- ジャンルはアドベンチャーで、主人公のマジョリズム（りずむ）が8日間MAHO堂にいながら他キャラクターとドラマを展開していく。
- 時系列上は第4期『おジャ魔女どれみドッカ〜ン!』と同時期の話である。
- 主人公マジョリズムは、アニメ本編には登場しないオリジナルキャラクターであり、プロデューサーの関弘美はキャステングが決まる前から能登の声で読んでいたと語っている（おジャ魔女ステーション ラジオないしょのまほう.最終回より[信頼性要検証]）。
- この企画は脚本家の長谷見沙貴によるものであり、「電話帳のような台本」と言われた脚本を書いたのも、オリジナルキャラクターのマジョリズムを企画したのも長谷見である。ただ、発売当時の長谷見は無名だったために、エンドロールのクレジットでは本名名義となっている[要出典]。

## システム
- ストーリーの合間のセリフを選択することによって、どのおジャ魔女中心のストーリーになるか、どのエンディングになるかが変化する。
- 動画によるアニメーションパートは一切なく、全編イラストのみである。
- マジョリズムは冒頭とエンディングしかセリフがない

## 声の出演
春風どれみ - 千葉千恵巳
藤原はづき - 秋谷智子
妹尾あいこ - 松岡由貴
瀬川おんぷ - 宍戸留美
飛鳥ももこ - 宮原永海
ハナちゃん - 大谷育江
春風ぽっぷ - 石毛佐和
マジョリズム - 能登麻美子
玉木麗香 - 永野愛

## 主題歌・挿入歌
「DANCE!おジャ魔女」(OP)
作詞 - もりちよこ / 作曲 - 小杉保夫 / 編曲 - 山中紀昌 / 歌 - MAHO堂
「終わらない物語」(挿入歌)
作詞・作曲・歌 - 井上望 / 編曲 - 安井歩
「わたしのつばさ」（ED）
作詞 - ひかわさくら / 作曲 - 佐野恭野 / 編曲 - 信田かずお / 歌 - 中司雅美
「ずっとFriend」（ED）
作詞 - 柚木美祐 / 作曲 - 小杉保夫 / 編曲 - HULK / 歌 - 中司雅美
ストーリー中の台詞選択次第で上記の曲のどちらかがEDになる。